# 特里斯坦-达库尼亚
崔斯坦達庫尼亞（英語：Tristan da Cunha，/ˌtrɪstən də ˈkuːn(j)ə/）是南大西洋的一个群岛，是英国海外领地圣赫勒拿、阿森松和特里斯坦-达库尼亚的一部分。它是全世界最偏远而有人居住的离岛，距离南非2,816公里，距离南美洲3,360公里。
特里斯坦-达库尼亚群岛包括主岛特里斯坦-达库尼亚岛（98平方公里）和几个无人岛：伊纳克塞瑟布尔岛和南丁格尔群岛。戈夫岛在主岛东南面395公里。群岛最高点为火山瑪麗皇后峰 。截至2018年10月，主島有250名常住居民，所有人均擁有英國海外領土公民身份。其他島嶼均為無人居住，除了在哥夫島的氣象站的南非人員外。

## 歷史
該群島首次被記錄於1506年，由葡萄牙探險家特里斯唐·达·库尼亚發現，但因為海浪洶湧無法登陸。他認為這些島嶼無人居住，並以自己的名字將主島命名為。後來，從英國海軍部海圖的最早記載中，島名被英文化為Tristan da Cunha Island。有些資料指出，葡萄牙人在1520年首次登陸，當時由Ruy Vaz Pereira指揮的Lás Rafael號船隻停靠於特里斯坦島補充淡水。
1643年2月7日，荷蘭東印度公司船隻「Heemstede」的船員首次無可爭議地登陸，該船由克萊斯·格里茲·比倫布魯德斯波特（Claes Gerritsz Bierenbroodspot）擔任船長。在接下來的25年中，荷蘭人又四次停靠該島，並於1656年繪製了該群島的首份粗略地圖。
1767年，法國軍艦「Heure du Berger」的船員首次對該群島進行了完整的地球物理勘測。1793年1月，法國博物學家路易-瑪麗·奧貝爾·杜·佩蒂-圖阿爾（Louis-Marie Aubert du Petit-Thouars）在一次從法國布雷斯特前往模里西斯的法國商業探險中，對該島進行了首次科學探索。他在島上停留了三天，進行了植物採集，並報告發現了人類居住的痕跡，包括壁爐和被植物覆蓋的花園，這些可能是17世紀荷蘭探險者留下的遺跡。
威廉·博尔茨指揮著由「的里雅斯特和安特衛普皇家亞洲公司」（Imperial Asiatic Company of Trieste and Antwerp）所屬的船隻「約瑟夫與特蕾莎號」（Joseph and Theresa）從歐洲前往東非和印度的航程中，1777年2月2日他在特里斯坦-達庫尼亞群島附近發現該地，並派遣一支登陸隊登岸，升起帝國旗幟，將該島及其周邊小島命名為「布拉班特群島」（Brabant Islands）。
1811年—1816年，美国水手乔纳森·兰伯特在该群岛建立私人国家“点心群岛”。

## 地理

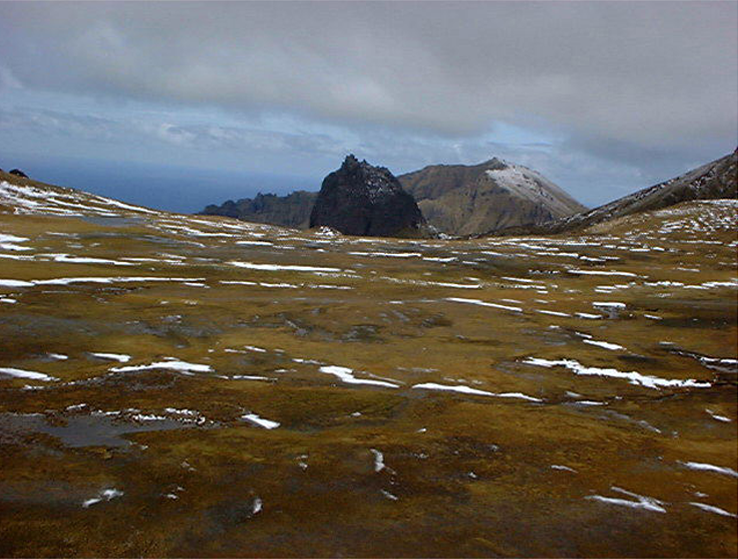
戈夫岛

特里斯坦-達庫尼亞群島被認為是由一個長期存在的地幔上湧中心——特里斯坦熱點（Tristan hotspot）所形成的。特里斯坦-達庫尼亞是特里斯坦-達庫尼亞群島的主要島嶼，該群島包括以下島嶼：
- 特里斯坦-達庫尼亞島，為主要且最大的島嶼，面積約98平方公里（98平方（37.8平方英里））。[8]
- 難達島，面積：14平方公里
- 南丁格爾群島，面積：3.4平方公里  
  - 南丁格爾島，面積：3.2平方公里
  - 中島 (特里斯坦-達庫尼亞)，面積：0.1平方公里
  - 施托爾滕霍夫島，面積：0.1平方公里
- 戈夫島，面積：91平方公里  [9]

難達島和南丁格爾群島分別位於主島以外35公里，而戈夫島則位於主島以南偏東350公里處。

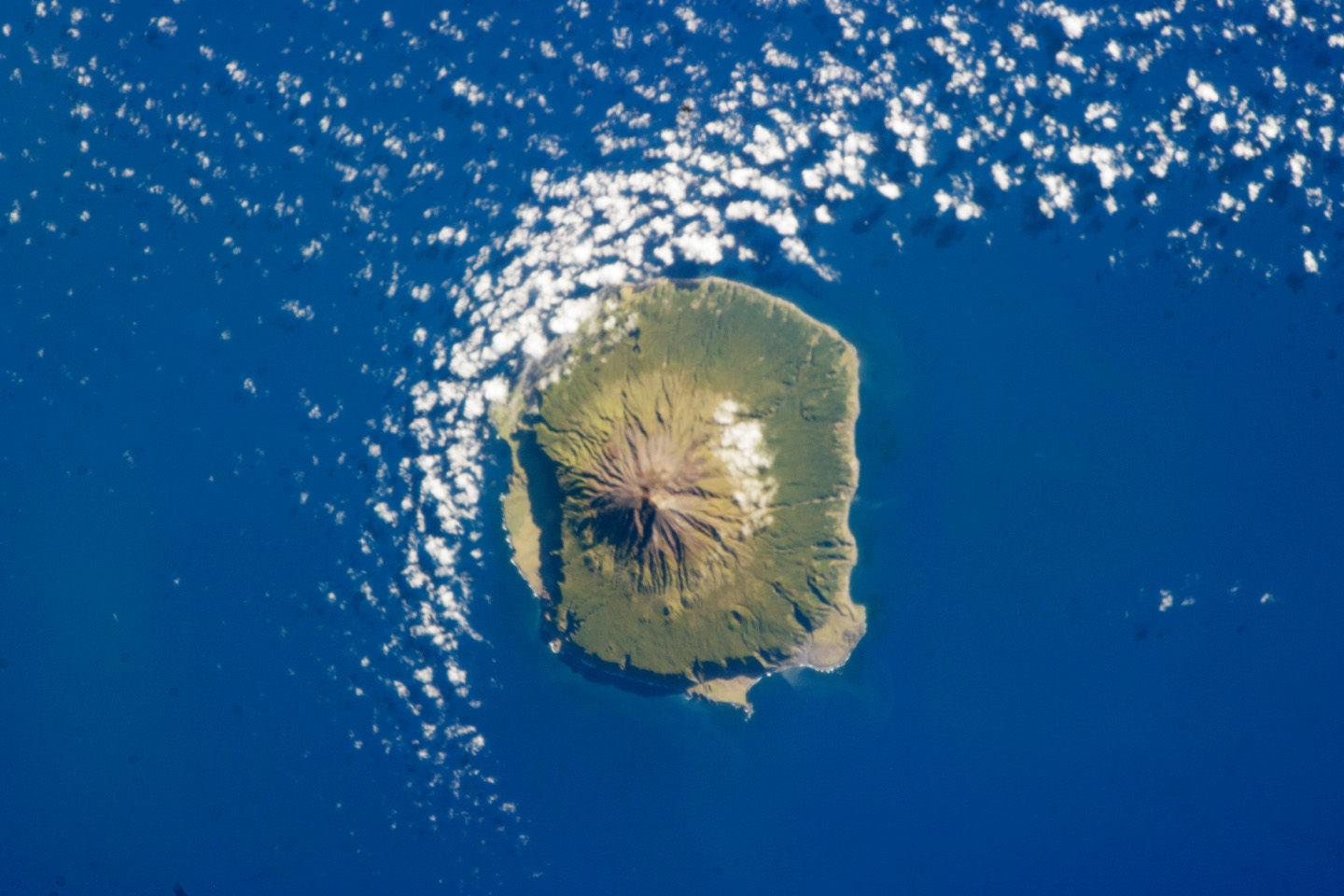
2012年2月6日從國際太空站拍攝的特里斯坦達庫尼亞島

主要島嶼大致上為山地地形。唯一的平坦區域位於西北海岸，這裡是唯一聚落七海愛丁堡的所在地，同時也是農業區的所在地。最高點為一座火山的山頂，名為瑪麗皇后峰，海拔達2,062（6,765英尺），冬季時高到足以形成積雪。群島中的其他島嶼均無人居住，僅有一座位於高夫島的氣象站，該站由南非自1956年起運營，自1963年以來一直位於東南海岸的特蘭斯瓦灣。

特里斯坦達庫尼亞島的景色

## 圖集

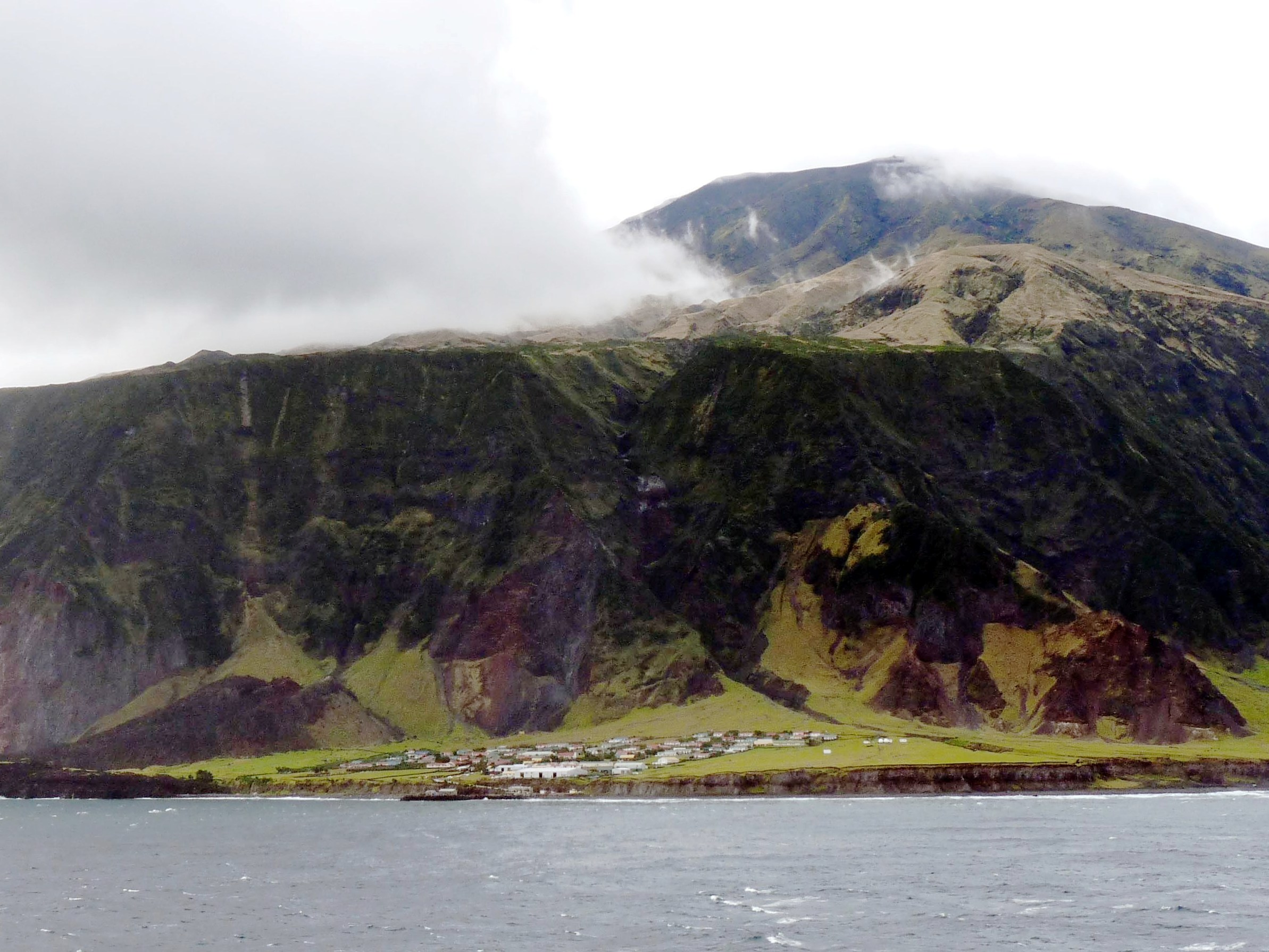
七海爱丁堡
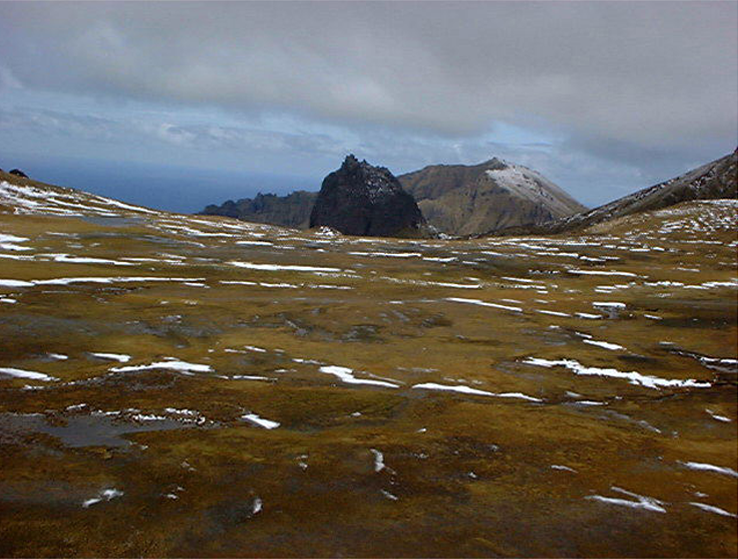
特里斯坦庫涅
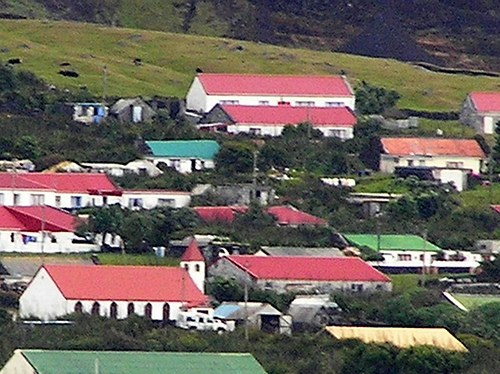
七海爱丁堡的房屋

## 气候
该群岛为海洋性气候，气温不高，四季不分明，常年大雨，少有晴天，持續有强劲西风。 
| 特里斯坦-达库尼亚                                             | 特里斯坦-达库尼亚 | 特里斯坦-达库尼亚 | 特里斯坦-达库尼亚 | 特里斯坦-达库尼亚 | 特里斯坦-达库尼亚 | 特里斯坦-达库尼亚 | 特里斯坦-达库尼亚 | 特里斯坦-达库尼亚 | 特里斯坦-达库尼亚 | 特里斯坦-达库尼亚 | 特里斯坦-达库尼亚 | 特里斯坦-达库尼亚 | 特里斯坦-达库尼亚 |
| 月份                                                          | 1月               | 2月               | 3月               | 4月               | 5月               | 6月               | 7月               | 8月               | 9月               | 10月              | 11月              | 12月              | 全年              |
| ------------------------------------------------------------- | ----------------- | ----------------- | ----------------- | ----------------- | ----------------- | ----------------- | ----------------- | ----------------- | ----------------- | ----------------- | ----------------- | ----------------- | ----------------- |
| 历史最高温 °C（°F）                                           | 23.7 (74.7)       | 24.4 (75.9)       | 24.4 (75.9)       | 22.4 (72.3)       | 20.3 (68.5)       | 18.7 (65.7)       | 17.5 (63.5)       | 17.3 (63.1)       | 17.1 (62.8)       | 18.4 (65.1)       | 20.4 (68.7)       | 21.8 (71.2)       | 24.4 (75.9)       |
| 平均高温 °C（°F）                                             | 20 (68)           | 21 (70)           | 20 (68)           | 18 (64)           | 17 (63)           | 15 (59)           | 14 (57)           | 14 (57)           | 14 (57)           | 15 (59)           | 17 (63)           | 19 (66)           | 17 (63)           |
| 平均低温 °C（°F）                                             | 16 (61)           | 17 (63)           | 16 (61)           | 15 (59)           | 13 (55)           | 11 (52)           | 11 (52)           | 10 (50)           | 10 (50)           | 11 (52)           | 13 (55)           | 15 (59)           | 13 (55)           |
| 历史最低温 °C（°F）                                           | 10.9 (51.6)       | 11.8 (53.2)       | 10.3 (50.5)       | 9.5 (49.1)        | 7.4 (45.3)        | 6.3 (43.3)        | 4.8 (40.6)        | 4.6 (40.3)        | 5.1 (41.2)        | 6.4 (43.5)        | 8.3 (46.9)        | 9.7 (49.5)        | 4.6 (40.3)        |
| 平均降雨量 mm（）                                             | 93 (3.7)          | 113 (4.4)         | 121 (4.8)         | 129 (5.1)         | 155 (6.1)         | 160 (6.3)         | 160 (6.3)         | 175 (6.9)         | 169 (6.7)         | 151 (5.9)         | 128 (5.0)         | 127 (5.0)         | 1,681 (66.2)      |
| 平均降雨天数                                                  | 18                | 17                | 17                | 20                | 23                | 23                | 25                | 26                | 24                | 22                | 18                | 19                | 252               |
| 平均相對濕度（％）                                            | 79                | 77                | 75                | 78                | 78                | 79                | 79                | 79                | 78                | 79                | 79                | 80                | 78                |
| 月均日照時數                                                  | 139.5             | 144.0             | 145.7             | 129.0             | 108.5             | 99.0              | 105.4             | 105.4             | 120.0             | 133.3             | 138.0             | 130.2             | 1,498             |
| 来源1：Climate and Temperature.                               |                   |                   |                   |                   |                   |                   |                   |                   |                   |                   |                   |                   |                   |
| 来源2：Worldwide Bioclimatic Classification System (extremes) |                   |                   |                   |                   |                   |                   |                   |                   |                   |                   |                   |                   |                   |

## 社会
特里斯坦-达库尼亚群岛可作为人类繁衍所需最小种群的参考案例，人类学论文通常把这里作为最小人类社会研究的标本。
现在，特里斯坦-达库尼亚群岛已经被公认为是鲜有外人涉足，地球上最偏僻的有人定居岛。但是在17－18世纪，这里却位于前往好望角与印度洋的优先航海路线上。1506年，远征好望角的葡萄牙航海家特里斯唐·達·庫尼亞首先发现了这座群岛。1643年，荷兰海姆斯泰德船队在特里斯坦登陆进行补给，成为首个有记录的登陆船只。1650和1669年，荷兰决定开发该岛用作基地，但随后因考虑到这里缺乏安全的港口而放弃。
18-19世纪，美国人开始试着开发特里斯坦-达库尼亚岛。1790年，费城的约翰·巴顿船长把该岛作为猎捕海豹与鲸的基地。1810年，来自麻省塞伦地区的乔纳森·兰伯特试图在这里建设一个贸易站点。1812年战争期间，美国海军把特里斯坦-达库尼亚岛作为抵御英军的堡垒。
现在的特里斯坦-达库尼亚群岛远离世界政治中心，不过在19世纪，这里却位于世界军事战略布局的中心。1816年8月14日，英国军队占领该岛，用于阻止法国人营救拿破仑的企图，此时战败的拿破仑被囚禁在2,000公里外的圣赫勒拿岛。英国同时也阻止美国再度将此岛作为军事基地。
岛上人口是1816年至1908年间来此定居的15人（8男7女）的后代。目前岛上约有80个家庭，均是农民，从事畜牧业与渔业。所有土地都是社区公有。每家的畜群数量被严格控制，以保护草场、避免贫富分化。外人登岛必须得到书面许可，禁止外人常驻。外汇收入来自季节性的渔业加工厂与向全世界爱好者发行邮票、铸币。
有几支探险队在远征过程中曾经在岛上登陆，其中美国人乔纳森·兰伯特在1810年成为特里斯坦-达库尼亚岛的第一个居民，他宣布自己为岛的主人和皇帝。
兰伯特死后，大英帝国在1816年正式吞并特里斯坦-达库尼亚岛。一年后，威廉·格拉斯带着妻子和两个孩子来到这里，成为岛上的第一个家庭。这个家庭后来有了8个儿子和8个女儿。这些子女与来到特里斯坦-达库尼亚的船员和5名妇女通婚。在他们及其后代中，产生了7个不同的姓氏，即现在岛上的7个家庭。岛上从来没有一对夫妇离婚。
由于在如此小规模的人群中实行了长达200年的内婚制，现在该岛人群的健康问题较大，如家族遗传性的青光眼、哮喘。岛上医疗条件有限。要做急诊外科手术必须把病人运到南非的开普敦。
岛上没有机场。对外交通全靠船运，現有固定三艘船負責對外運輸。2023年，從南非开普敦往返共有10班次，船上可載一些旅客。
岛上主要财源通过如下经济活动来运转——聖保羅岩龍蝦的捕捞和销售，发行异体邮票。龙虾主要出口到美国和日本，味道鲜美而价格高昂。这笔收入保证了岛上基础设施建设和居民的工资发放。岛民很少向英国政府请求援助。